# Croisilles, Pas-de-Calais

Croisilles este o comună în departamentul Pas-de-Calais, Franța. În 1 ianuarie 2022 avea o populație de 1.929 de locuitori.